# 392 (Chorwacka) Dywizja Piechoty
392 (Chorwacka) Dywizja Piechoty (niem. 392. Infanterie-Division) – związek taktyczny Wehrmachtu złożony z Chorwatów i Bośniaków podczas II wojny światowej.

## Zarys historyczny
392 Dywizja Piechoty została powołana 17 sierpnia 1943. Jej żołnierze przeszkolenie wojskowe przeszli w obozie szkoleniowym w Döllersheim w Austrii, a od stycznia 1944 w Agram. Na jej czele stanął gen. por. Johann Mickl. Kadra oficerska i w dużej części podoficerska składała się z Niemców. Nieoficjalnie jednostka była nazywana przez Chorwatów Plava divizija (Błękitna Dywizja). Żołnierze nosili mundury Wehrmachtu z tarczą w barwach flagi chorwackiej na prawym ramieniu. Dywizja składała się z dwóch pułków piechoty, pułku artylerii oraz oddziałów wsparcia i służb. Jej zadaniem była walka z partyzantką i ochrona linii komunikacyjnych na terenie Chorwacji. W tym celu przeniesiono ją do obszaru działań, który rozciągał się od południowej Słowenii wzdłuż wybrzeża adriatyckiego do miejscowości Knin. Najczęstsze walki 392 DP prowadziła na północnym wybrzeżu Chorwacji, w tym też na wyspach na Adriatyku. Niemcy mieli o niej złe zdanie ze względu na liczne dezercje. W styczniu 1945 brała udział w tworzeniu linii bezpieczeństwa w rejonie miejscowości Otocac-Bihać, po upadku Knina. Po ofensywie NOVJ (partyzantów Josipa Broz Tity) rozpoczęła odwrót w kierunku północno-zachodnim. 9 kwietnia w ciężkich walkach z partyzantami koło miejscowości Senj ciężko ranny w głowę został gen. J. Mickl (zmarł następnego dnia w szpitalu polowym w Rijece). 24 kwietnia dywizja osiągnęła rejon na północ od Rijeki. Tam niemiecka kadra odłączyła się od reszty jednostki i poddała partyzantom, a żołnierze rozproszyli się.

## Struktura organizacyjna
- Dowództwo i sztab
- 364  pułk grenadierów  (w składzie trzech batalionów, kompanii sztabowej, kompanii ppanc, plutonu saperów i plutonu kawalerii)
- 365  pułk grenadierów (w składzie trzech batalionów, kompanii sztabowej, kompanii ppanc, plutonu saperów i plutonu kawalerii)
- 392  pułk artylerii (w składzie trzech baterii artylerii lekkiej)
- 393  grupa zwiadowcza (motocykle)
- 392  batalion pionierów
- 392  batalion łączności
- 392  rezerwowy batalion polowy (w składzie pięciu kompanii piechoty)
- 392  kompania medyczna
- służby